# Lake Orion
Lake Orion es una villa ubicada en el condado de Oakland en el estado estadounidense de Míchigan. En el Censo de 2010 tenía una población de 2973 habitantes y una densidad poblacional de 880,28 personas por km².

## Geografía
Lake Orion se encuentra ubicada en las coordenadas 42°47′19″N 83°15′6″O / 42.78861, -83.25167. Según la Oficina del Censo de los Estados Unidos, Lake Orion tiene una superficie total de 3.38 km², de la cual 2.05 km² corresponden a tierra firme y (39.42%) 1.33 km² es agua.

## Demografía
Según el censo de 2010, había 2973 personas residiendo en Lake Orion. La densidad de población era de 880,28 hab./km². De los 2973 habitantes, Lake Orion estaba compuesto por el 94.25% blancos, el 1.58% eran afroamericanos, el 0.2% eran amerindios, el 1.11% eran asiáticos, el 0% eran isleños del Pacífico, el 0.87% eran de otras razas y el 1.98% pertenecían a dos o más razas. Del total de la población el 3.5% eran hispanos o latinos de cualquier raza.